# Prerad
Prerad este o localitate din comuna Dornava, Slovenia, cu o populație de 106 locuitori.